# 佐々木鹿蔵
佐々木 鹿蔵（鹿藏、ささき しかぞう、1889年（明治22年）12月 - 1950年（昭和25年）11月2日）は、大正から昭和期の実業家、政治家。参議院議員。

## 経歴
広島県で佐々木辰吉の息子として生まれる。1955年（昭和30年）呉市港町尋常小学校を卒業した。
1942年（昭和17年）12月、広島県食糧営団理事長に就任。その他、呉商工会議所副会頭、呉果物社長、国際産業専務、東亜貿易専務取締役、日本ブロック建設社長、日本飼料協会長、広島県米穀連合会長、全国米穀連合会理事長、広島食糧社長などを務めた。
1947年（昭和22年）4月の第1回参議院議員通常選挙で広島県地方区に無所属で出馬して当選し、参議院議員に1期在任した。この間、民主党議員総会長、同党副幹事長、同総務会長、参議院運輸委員長などを務めた。1950年11月、議員在任中に死去した。